# 1843 ve fotografii
Tento článek obsahuje významné fotografické události v roce 1843.

## Události
- 4. března – V Paříži začal vycházet týdeník L'Illustration.
- John William Draper nasnímal první spektrogram Slunce.
- 16. června – Rakouský vynálezce Joseph Puchberger podal patent na panoramatickou kameru v Rakousku pojmenovaný Ellipsen Daguerreotype.[1]

## Narození v roce 1843
- 30. ledna  – Jane Shackletonová, irská fotografka průkopnice († 5. dubna 1909)
- 4. dubna – William Henry Jackson, americký malíř, fotograf a cestovatel († 30. června 1942)
- 15. dubna – Thomas Smillie, skotsko-americký fotograf a archivář, první oficiální fotograf Smithsonova institutu a první kurátor sbírky fotografií († 7. března 1917)
- 9. června – William Pywell, americký reportážní fotograf († 1887)
- 24. července – William de Wiveleslie Abney, anglický astronom, chemik a fotograf († 3. prosince 1920))
- 13. září – Marian Hooper Adamsová, americká prominentka a uznávaná amatérská fotografka († 6. prosince 1885)
- 7. prosince – Marc Ferrez, brazilský fotograf († 12. ledna 1923)
- 26. prosince – Rudolf Krziwanek, rakouský dvorní fotograf a vynálezce působící ve Vídni († 10. prosince 1905)
- ? – John Burke, irský fotograf, nejznámější svými fotografiemi z druhé anglo-afghánské války mezi lety 1878 a 1880 († 1900)
- ? – John Karl Hillers, americký fotograf († 1925)
- ? – Wilhelm Benque, francouzský portrétní fotograf († 1903)
- ? – Amilcare Cipriani, fotograf († ?)
- ? – Guilherme Gaensly, fotograf († ?)
- ? – Gottfried Merzbacher, fotograf († ?)
- ? – Hippolyte Blancard, fotograf († ?)
- ? – Ičida Souta (anglicky Ichida Souta), japonský fotograf († 12. září 1896)
- ? – Pietro Tempestini, fotograf († ?)
- ? – Fritz Luckhardt, fotograf († ?)
- ? – Paul Dujardin, francouzský fotograf († ?)
- ? – Giuseppe Wulz, fotograf († ?)